# Sint-Maartenskerk (Saint-Valery-sur-Somme)
De Sint-Maartenskerk (Frans: Église Saint-Martin) is de parochiekerk van de stad Saint-Valery-sur-Somme, en wel in de bovenstad (ville-haute), in het Franse departement Somme.

## Geschiedenis
In de 12e eeuw werd voor het eerst melding gemaakt van een kerk, maar de huidige kerk gaat terug tot de 13e eeuw. De kerk werd herhaaldelijk verwoest tijdens de Honderdjarige Oorlog en werd in 1475 in brand gestoken, toen de stad zich verweerde tegen de Engelse en Bourgondische heersers.
Einde 15e eeuw werd de kerk herbouwd en opnieuw ingewijd in 1500, maar de bouwactiviteiten duurden tot 1559. Tijdens de Franse Revolutie werd het meubilair verkocht, werden schrijnen en schilderijen verbrand en klokken omgesmolten. In 1845 werd een rechthoekig bakstenen gebouw naast de toren opgericht.

## Gebouw

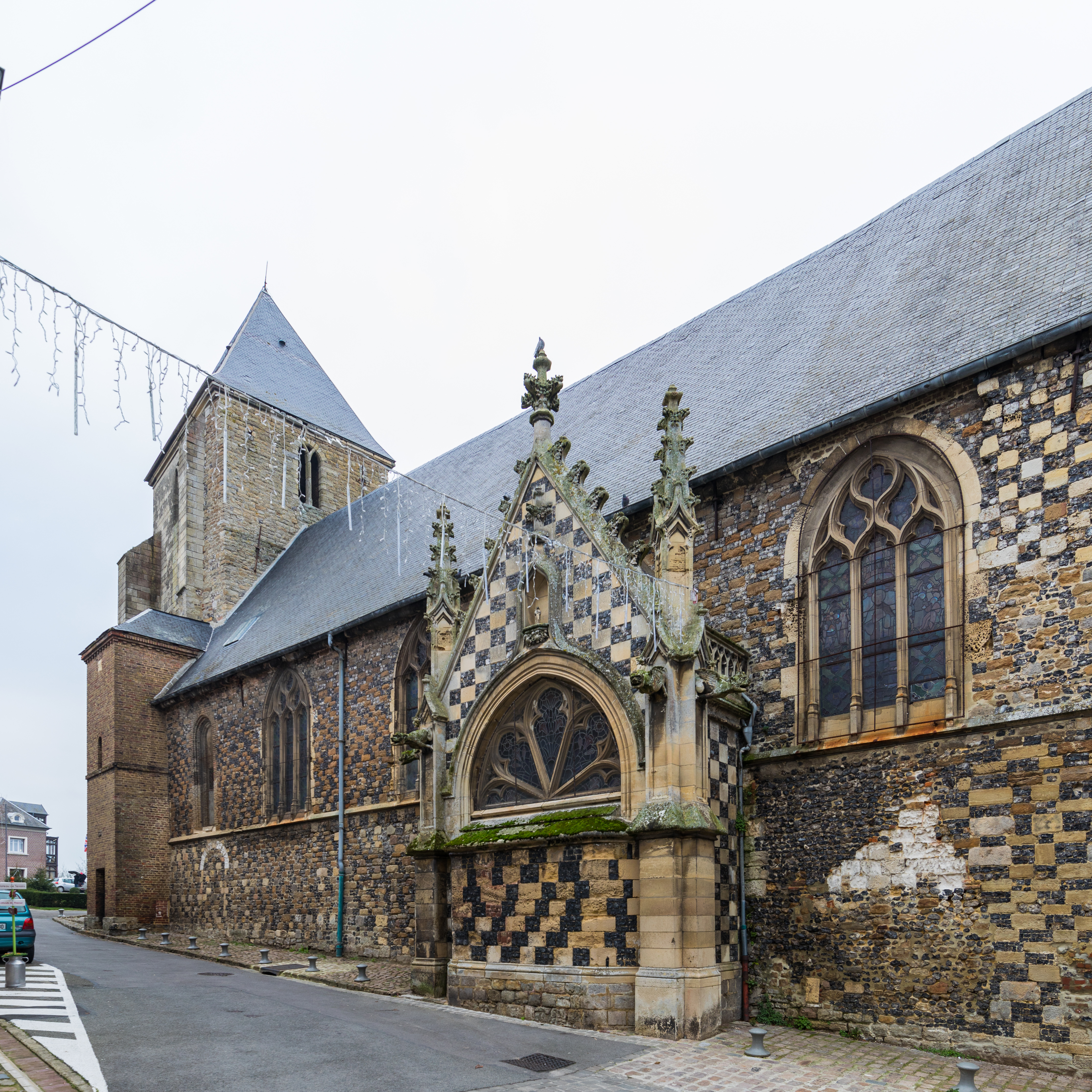
Zijkant van het kerkgebouw

De kerk is gebouwd in natuursteen met een karakteristiek patroon. Hij bestaat uit twee beuken, door hoge scheibogen gescheiden. De doopkapel behoort nog tot de oorspronkelijke kerk.
Naast de kerk bevindt zich de zware toren, voorzien van steunberen. In 1786 werd hij met een tentdak bekroond.

## Interieur
De kerk bezit een 17e-eeuws schilderij dat de marteldood van Sint-Paulus verbeeldt. Ook zijn er modellen van 17e-eeuwse schepen, en een reliekhouder in de vorm van een buste van Sint-Walricus (Saint-Valery). De glas-in-loodramen zijn 19e-eeuws.
Het 16e-eeuwse doksaalorgel werd tijdens de Hugenotenoorlogen in 1568 verwoest. Enkel de orgelkast is gebleven. In 1601 werd het orgel hersteld en sindsdien heeft het diverse restauraties ondergaan.
Het koororgel is afkomstig van de Sint-Pieterskerk van Mesnières-en-Bray.